# Satinder Kumar Uppal
Satinder Kumar Uppal es un diplomático de carrera indio retirado.
- El 4 de julio de 1967 entró al servicio de la exterior. En más de 30 años tenía asignaciones en Tokio, Daca, Estocolmo, Adén, Ciudad de Kuwait, Hamburgo, Conakri, Acra, Berlín y Lagos.
- De 1982 a 1983 fue embajador en Adén con acreditación en Yibuti.[1]
- De 1986 a 1987 fue cónsul General in Hamburgo.
- De 1987 a 1988 fue el último embajador de la Inida en Conakri (Guinea), donde la embajada existía de 1966 a 1988.
- De 1989 a 1994 fue Alto Comisionado en Adén (Ghana).
- De 1994 a 2000 fue gerente de la misión diplomática de la India en Berlín.
- De 2000 a 2001 fue embajador en Manila.[2]

.